# Підводна вогнепальна зброя

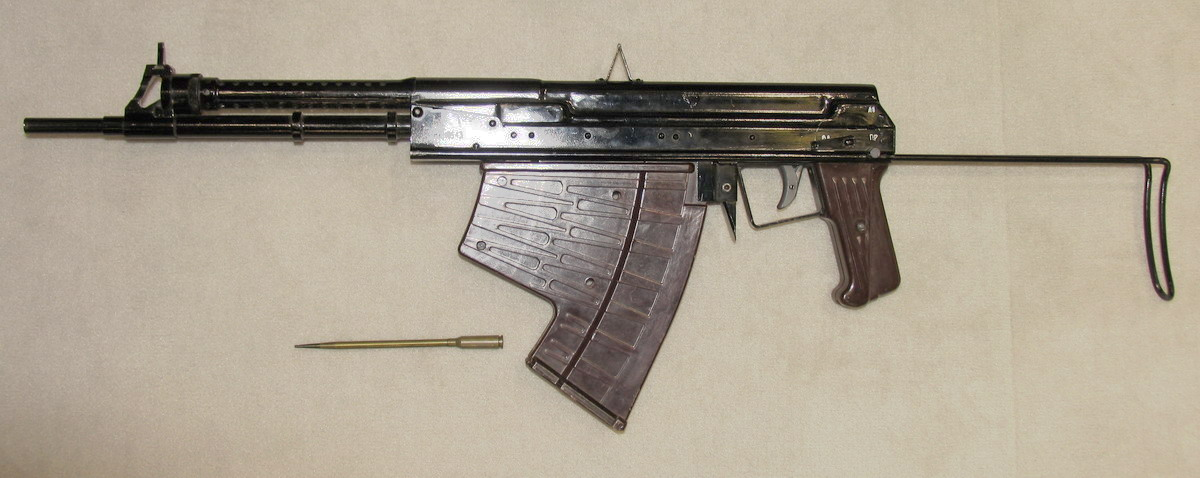
АПС, підводний автомат

Підводна вогнепальна зброя - це зброя розроблена для використання під водою. Вона знаходиться на озброєнні багатьох країн світу. Загальним для цієї зброї є використання флешетт або списоподібних болтів замість стандартних куль. Їх вистрілюють стисненим повітрям.

## Історія
Підводна зброя вперше була розроблена в 1960-х роках під час Холодної війни для озброєння бойових плавців.

## Конструкція
Оскільки боєприпаси зі звичайними кулями не працюють під водою, загальним для підводної зброї є те, що вона стріляє флешеттами замість звичайних куль.
Зазвичай стволи підводних пістолетів не мають нарізів. Під водою метальний предмет зберігає свою балістичну траєкторію завдяки гідродинамічним ефектам. Через відсутність нарізів така зброя не дуже точна при стрільбі на поверхні. Підводні гвинтівки більш потужні ніж підводні пістолети та більш точні на поверхні, але пістолетами легше користуватися під водою.
Найскладнішим інженерним рішенням було створити підводну зброю яка б могла точно стріляти як під водою, так і на поверхні. Раннім прикладом такої зброї можна вважати АСМ-ДТ. Перші випробування автомата відбулися в 2000. АСМ-ДТ міг стріляти боєприпасами двох типів, обидва боєприпаси мали калібр 5,45 мм:
1. 5,45×39 мм гвинтівковий набій (покращений бронебійний варіант 7N6) для стрільби в повітрі
2. 5,45×39 мм МСП для стрільби у воді. Куля має вигляд сталевого дротика довжиною 120 мм.[1]

При використанні під водою спеціальна підводна зброя може стріляти далі і потужніше ніж підводна рушниця. Це допомагає вражати ворога коли він вдягнений у захищений підводний костюм або захисний шолом, або може пробити його акваланг та рюкзак, або ліхтар чи корпус підводного транспортного засобу.

## Суперкавітаційні боєприпаси
Суперкавітаційні боєприпаси які краще функціюють під водою розробляє норвезька компанія Defence & Security Group (DSG). Серія суперкавітаційних боєприпасів Multi-Environment Ammunition (MEA — Мультисередовищні боєприпаси) розробляється і розповсюджується DSG, передбачається для використання в спеціальних операціях, в тому числі і в підводній війні. Їх можна використовувати для захисту, наприклад, захист бойового плавця, та для наступу, наприклад, знищення ворожих плавців, операції VBSS (візит, абордаж, пошук та захоплення), MIO (операції морського перехоплення), операції захоплення GOPLATS (газові та нафтові платформи), перехоплення та знищення катерів, протичовнова оборона, проти-торпедні дії та боротьба з піратством.
Балістичні характеристики набоїв серії MEA дозволяють стріляти по цілях на поверхні з-під води або навпаки з поверхні по підводній цілі, або під водою по підводній цілі. Дані боєприпаси дозволяються стріляти з поверхні по підводній цілі з невеликим кутом падіння — у деяких випадках менш як два градуси — без рикошету. Після входження в воду, куля продовжує рухатися за своєю траєкторією. Стрілець повинен враховувати показник заломлення води при наведенні зброї (приблизно 1,333 для прісної води при 20 °С).
Серія MEA випускається в наступних калібрах:
- 5.56×45 мм НАТО (відстань точної стрільби під водою 15 м)
- 7.62×51 мм НАТО (відстань точної стрільби під водою 25 м)
  - General Purpose
  - Dual Core
  - Armor Piercing
- 12.7x99 мм НАТО (.50 BMG, відстань точної стрільби під водою 60 м)
  - Super Sniper Tactical
  - Dual Core

Боєприпаси серії MEA можна використовувати на безпілотних підводних апаратах (БПА). Озброєні БПА можна використовувати для захисту та для атаки. Використання суперкавітаційних набоїв калібру .50 BMG, озброєні БПА потенційно можуть знищувати сталеві підводні об'єкти на відстані в 60 метрів або, потенційно, вражати цілі на відстані в 1000 метрів на поверхні при зануренні на 5-метрову глибину.

## Приклади
Німеччина
- Heckler & Koch P11

СРСР/Росія
- АДС
- АПС
- АСМ-ДТ
- СПП-1

США
- Підводний револьвер AAI
- Mk 1
- Lancejet (підводний варіант пістолета Gyrojet який випускала MB Associates) розглядався для використання військовими США, але від нього відмовилися через не велику точність.